# Türschloss

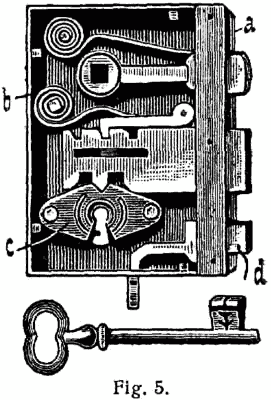
Historisches Kastenschloss (für türinnenseitige Montage)
Oben: Hebefalle (a)
Mitte: Zuhaltefeder (b) für Riegel
Unten: Schlüsselhaus (c), Nachtschieber (d)

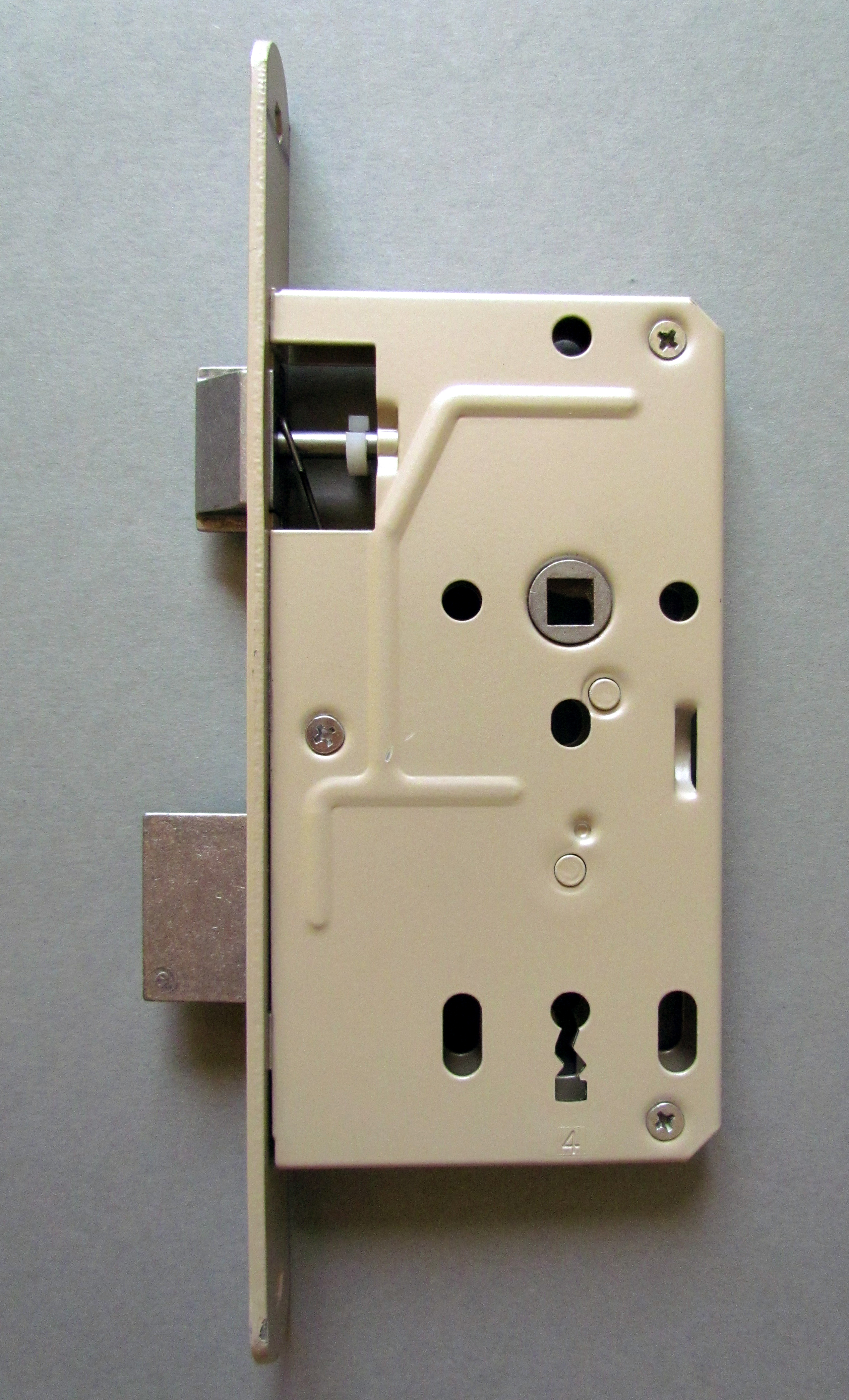
Einsteckschloss

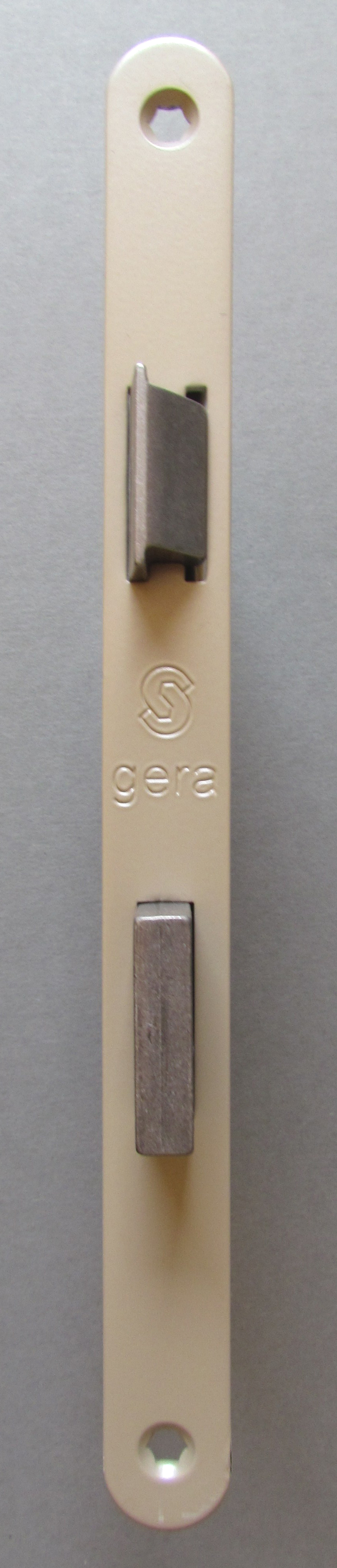
Blick auf den Stulp, darin oben die Falle, unten der Riegel, für Öffnungsrichtung „links“

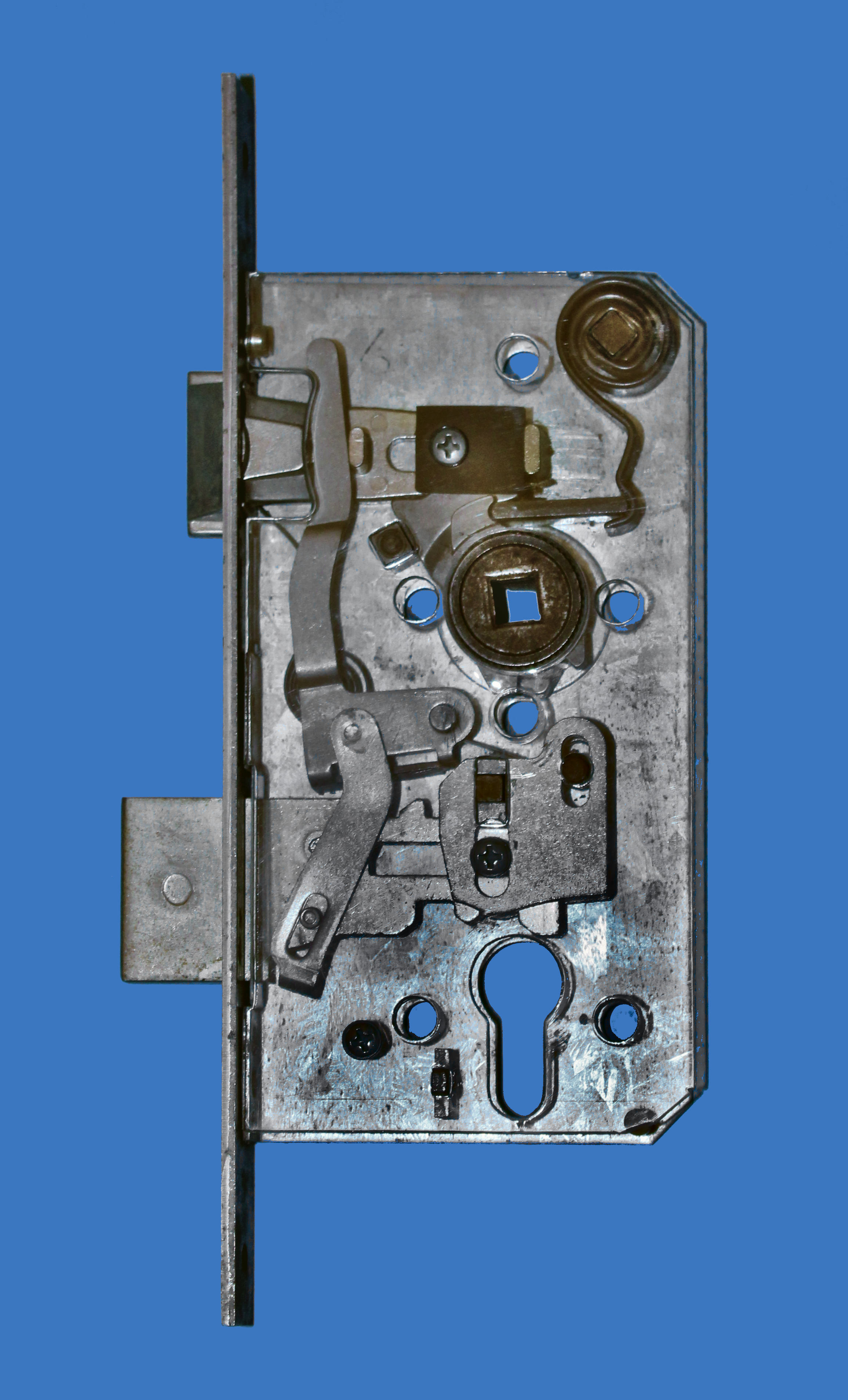
Einsteckschloss DIN L – Innenansicht

Ein Türschloss ist eine mechanische Verriegelung für Türen; es hält die Tür in der Zarge und damit geschlossen.

## Funktion
Schlösser sind in der Regel mechanische Vorrichtungen, die mit einem Schlüssel verschlossen und meist einem Türgriff (auch als Türdrücker oder Türklinke bezeichnet), Drehknauf oder einer Griffstange (bei Notausgängen und Fluchttüren) geöffnet werden können. Wechselschlösser lassen sich auch alleine mit dem Schlüssel öffnen.
In Europa werden überwiegend Einsteckschlösser verwendet, die vollständig in eine Aussparung im Türblatt eingelassen werden. Falle und Riegel sind im Schloss verschieblich gelagert und fahren beim Schließen bzw. beim Verriegeln der Türe in Ausnehmungen ein, die sich entweder im Schließblech befinden oder bei Stahlzargen auch direkt in der Zarge. An der Zarge historischer Türen war stattdessen oft raumseitig ein vorstehender Schließkloben angeschlagen, in den sich Falle und Riegel einklinkten  (vgl. historisches Türschloss im Bild rechts).
Die Schlossfalle steht bei geöffneter Tür sichtbar an der Außenkante des Türblatts aus dem Schloss heraus und ist bei Einsteckschlössern meist an einer Seite abgeschrägt. Fällt die Tür ins Schloss, wird die Falle entlang ihrer Schrägfläche gegen Federdruck ins Schloss geschoben und schnappt zurück in die Ausnehmung der Zarge, sobald das Türblatt vollständig an der Zarge anliegt. Bei den früher üblichen Kastenschlössern fährt die Schrägfläche der Falle stattdessen am Schließkloben entlang, bis sie wieder zurückschnappt.
Durch Betätigung des Türdrückers (umgangssprachlich in Deutschland Türklinke, in Österreich Türschnalle und in der Schweiz Türfalle genannt) zieht sich die Falle zurück und die Tür kann geöffnet werden.
Heute werden überwiegend Wechselschlösser eingesetzt, bei welchen die Falle auch mithilfe des Schlüssels zurückgezogen werden kann. Somit lässt sich auf der Außenseite von Haus- und Wohnungstüren anstelle der Türklinke ein fester Türknauf anbringen. In diesem Fall kann die Türe auch dann nicht von außen geöffnet werden, wenn sie lediglich ins Schloss gefallen und nicht verriegelt worden ist.
Mit einer Umdrehung (fachsprachlich Tour) eines Schlüssels wird der Riegel in die dafür vorgesehene Ausnehmung der Zarge geschoben. Bei Schlössern, bei denen sich der Schlüssel mehr als zweimal vollständig herumdrehen lässt, spricht man von Getriebeschlössern.
Bei Verlust oder Vergessen des Schlüssels, auf richterlichen Beschluss und bei „Gefahr im Verzug“ wird häufig ein Schlüsseldienst oder die Feuerwehr gerufen, um die Türe mit geeigneten Werkzeugen zu öffnen.

## Begriffe
Essentieller Bestandteil des Türschlosses ist die Drückernuss (oder kurz Nuss), ein drehbares Element mit mittig befindlichem Vierkantloch zur Aufnahme des Türdrücker-Vierkants (auch Drückerdorn, Vierkantstift oder Dornstift).
Zum Betätigen der Falle und Halten der Türe wird einseitig oder beidseitig des Türblatts ein Türgriff auf den Vierkantstift geschoben. Der Türgriff wird zusätzlich durch den auf das Türblatt geschraubte Türschild oder die kleinformatigere Rosette geführt.
Eine Tür ist durch die Falle verschlossen, wenn sie nur durch Drückerbetätigung geöffnet werden kann. Eine Tür ist verriegelt, versperrt, zugesperrt oder abgeschlossen, wenn sie zusätzlich durch einen ungefederten, starren Riegel gesichert wird, der in eine passende Aussparung der Zarge greift.
Bei einer Holzzarge greifen Falle und Riegel üblicherweise in ein zusätzlich angebrachtes, widerstandsfähiges Schließblech.
Kurbelfallen werden bei Behördenschlössern für ein besonders leises Schließen verwendet.
In öffentlichen Gebäuden sind häufig Paniktürschlösser vorgeschrieben. Hier muss bei Betätigung des Drückers oder einer Panikstange neben der Falle auch die Verriegelung vollständig zurückschnappen, um zu verhindern, dass im Panikfall die Fluchtbewegung der Menschen behindert wird.

## Sicherheit
Für Außentüren werden üblicherweise Schließzylinderschlösser – oft mit Aufbohrschutz – verwendet. In Europa ist in den meisten Haushalten der Euro-Profilzylinder verbaut. Neben diesem sind der Schweizer Rundzylinder und der UK-Ovalzylinder verbreitet. Zum Schutz vor Nachschlüsseln und Dietrichen wird bei Profilzylinderschlössern der gehobenen (Preis-)Klasse eine Vielzahl von Abwehrmechanismen angeboten, bis hin zur Schlüsselfangvorrichtung. In der Schweiz werden statt Profilzylindern meist Rundzylinder eingesetzt.
Innerhalb von Nutzungseinheiten werden häufig Buntbartschlösser eingesetzt, wenn keine besonderen Sicherheitsanforderungen bestehen. Früher waren auch die ähnlich aufgebauten Chubbschlösser verbreitet, die mittels Dietrich deutlich schwieriger zu öffnen sind, als einfache Buntbartschlösser. Sie wurden aber weitgehend durch Zylinderschlösser ersetzt.
Zum Schutz vor dem Aufhebeln schieben modernere Sicherheitsschlösser den Riegel mit einer Schlüsselumdrehung mindestens 20 mm vor, was einen höheren Widerstand gegen Aufdrücken bewirkt. Schlösser mit erhöhtem Sicherheitsanspruch sind auch mit einem verstärkten Riegel (gehärtet oder mit eingearbeiteten Stahlbolzen) erhältlich.
Zur Steigerung der Sicherheit von einbruchhemmenden Türen werden oft mehrere Zuhaltungen in Form einer zweiten Falle, mehrerer Riegel (Mehrfachverriegelung), ausfahrender Haken, Sperrkrallen oder durch den Einsatz mehrerer gleichartiger Türschlösser eingesetzt.
Wird das Objekt mit einer Einbruchmeldeanlage gesichert, so werden die Türschlösser häufig mit einem Riegelschaltkontakt versehen, um sicherzustellen, dass vor dem Scharfstellen der Anlage alle Türen verriegelt worden sind.

## Zubehör
- Elektrischer Türöffner mit elektromechanischer Freigabe der Sperrzunge am Schließblech statt Bewegung der Schlossfalle, verbreitet in Haustüren von Mehrfamilienhäusern, Schließanlagen mit Kartentürschlössern oder wenn anderweitig der Wunsch nach einer Fernöffnung besteht.
- Neubauschlüssel sind Universalwerkzeuge zum Öffnen von Türen, die noch nicht über einen Beschlag mit Türklinke und Schließzylinder verfügen.

## Entwicklung

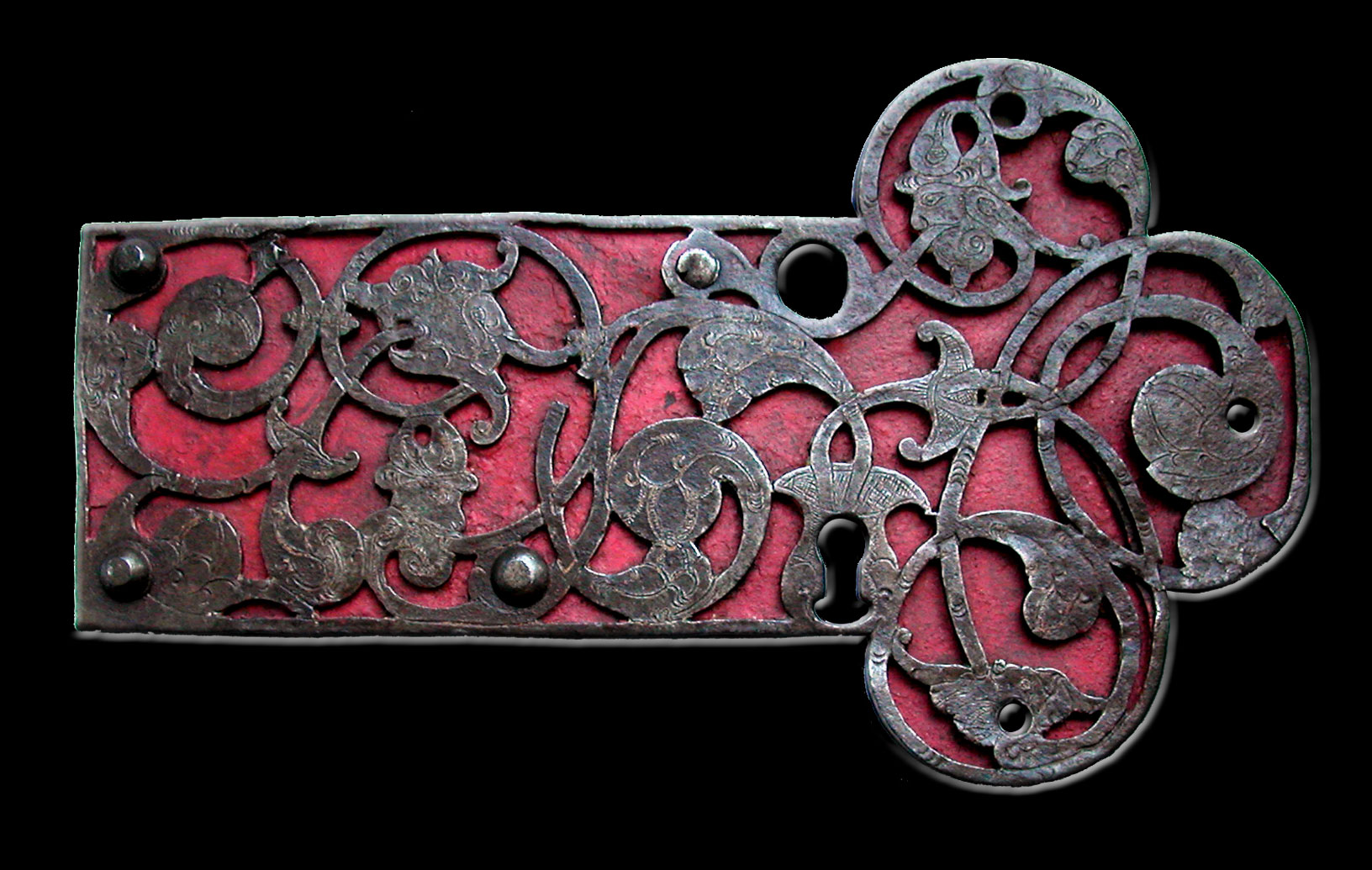
Schloss-Beschlag aus der Zeit der Renaissance

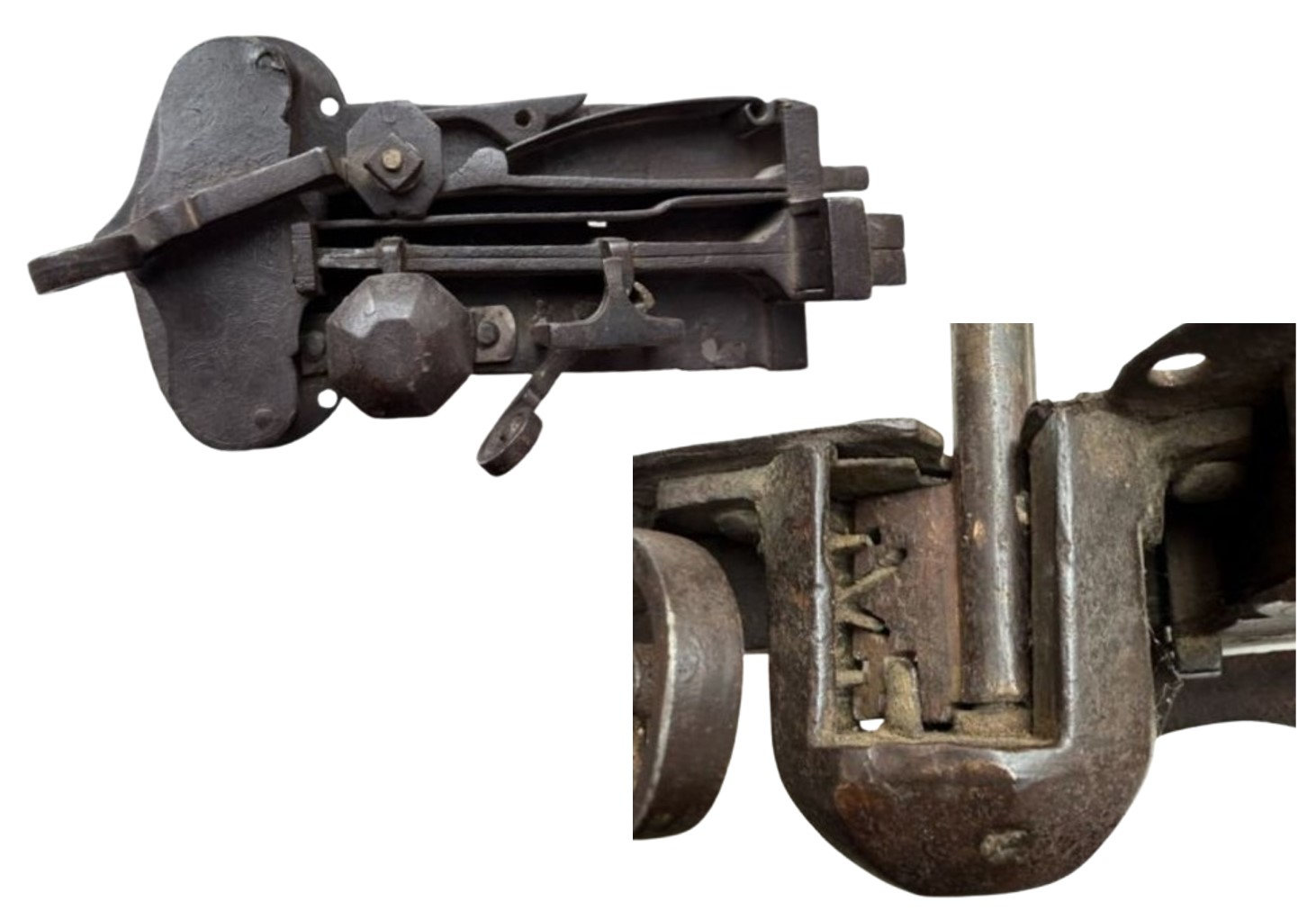
Türschloss (16./frühes 17. Jh.) mit Kapelle zur axialen Schlüsselführung

- Zunächst wurden Türen durch hölzerne Riegel verschlossen, die in eine Aussparung der Zarge gelegt oder geschoben und am Türblatt durch (eiserne) Beschläge fixiert wurden.
- Die ersten Schlösser aus Metall (meist Eisen) wurden überwiegend an der Innenseite der Türen oder auch Truhen angebracht und die Mechanik war oft sichtbar. Sie wurden vielfach mit sehr großen und kunstvoll verzierten Schlüsseln gesperrt. Eine charakteristische Bauform historischer Schlösser des 16. und frühen 17. Jahrhunderts ist das sogenannte Kapellenschloss. Es besitzt ein kuppel- oder zylinderförmiges Funktionsgehäuse (Kapelle) zur axialen Schlüsselführung. Die Kapelle enthält einen zentralen Aufnahmestift für den hohldornartigen Schlüssel sowie Sperrnuten oder feste Führungen, die dessen Profilform erzwingen. Die auffällige Gehäuseform ist namensgebend.
 Bis Anfang des 20. Jahrhunderts waren diese Kastenschlösser verbreitet und finden sich in vielen Altbauten (häufig im ländlichen Bereich) bis in die Gegenwart.
- Die Firma Julius Bauer in Heilbronn fertigte im Jahre 1910 das erste selbstschließende Türschloss („Sicherheitstürschloss“) der Welt.
- Eine neuere Entwicklung sind elektrisch betriebene Schlösser, die per Pineingabe über ein Tastenfeld oder per Fingerabdruck oder kontaktlos mit einem RFID-Chip, meist in Form einer Chipkarte, geöffnet werden. Sicherheitsprobleme ergeben sich im Fall einer fehlerhaften Softwareimplementierung.[1]